# Carmen Llywelyn
Carmen Llywelyn, née le 16 août 1973, est une actrice américaine.
Elle a été mariée à l'acteur Jason Lee de 1995 à 2001.

## Filmographie

### Télévision

#### Série télévisée
- 1999 : La Nouvelle Équipe (The Mod Squad) (série tv) : Alley la prostituée

#### Téléfilm
- 2000 : Mariages et cœurs brisés (Cowboys and Angels) (téléfilm) de Gregory C. Haynes, : Dana

### Cinéma

#### Court métrage
- 2007 : Ezra : Audrey

#### Long métrage
- 1996 : Drawing Flies de Matthew Gissing et Malcolm Ingram : Cassidy
- 1997 : Méprise multiple (Chasing Amy) de Kevin Smith : Kim
- 1997 : A Better Place de Vincent Pereira : Augustine
- 2000 : Collège Attitude (Never Been Kissed) de Raja Gosnell : La fiancée de Rob
- 2001 : Free d'Andrew Avery : Laura
- 2001 : Jay et Bob contre-attaquent (Jay and Silent Bob Strike Back) de Kevin Smith : La beauté rousse